# Cristophyllarthrius decellei
Cristophyllarthrius decellei là một loài bọ cánh cứng trong họ Cerambycidae.